# Beernem
Beernem ist eine belgische Gemeinde in der Region Flandern. Sie liegt in der Provinz Westflandern und gehört zum Arrondissement Brügge. Die Gemeinde besteht aus den drei Ortschaften Beernem, Oedelem und Sint-Joris.
Beernem befindet sich 24 km südlich der belgischen Küste. Brügge liegt 11 km nordwestlich, Gent 30 km südöstlich und Brüssel 80 km südöstlich.
Der Ort hat eine Autobahnabfahrt an der A10/E 40 und einen Regionalbahnhof an der Strecke Ostende – Brügge – Beernem – Gent – Brüssel; in Brügge und Gent befinden sich die nächsten Bahnhöfe mit internationalen Zugverbindungen.
Bei Ostende befindet sich ein Regionalflughafen und nahe der Hauptstadt Brüssel ein internationaler Flughafen.

## Persönlichkeiten
- Léon Lippens (1911–1986), Politiker, Ornithologe und Naturschützer
- Roland Van De Rijse (* 1942), Radrennfahrer
- Marnix Vervinck (* 1959), Bogenschütze

## Weblinks

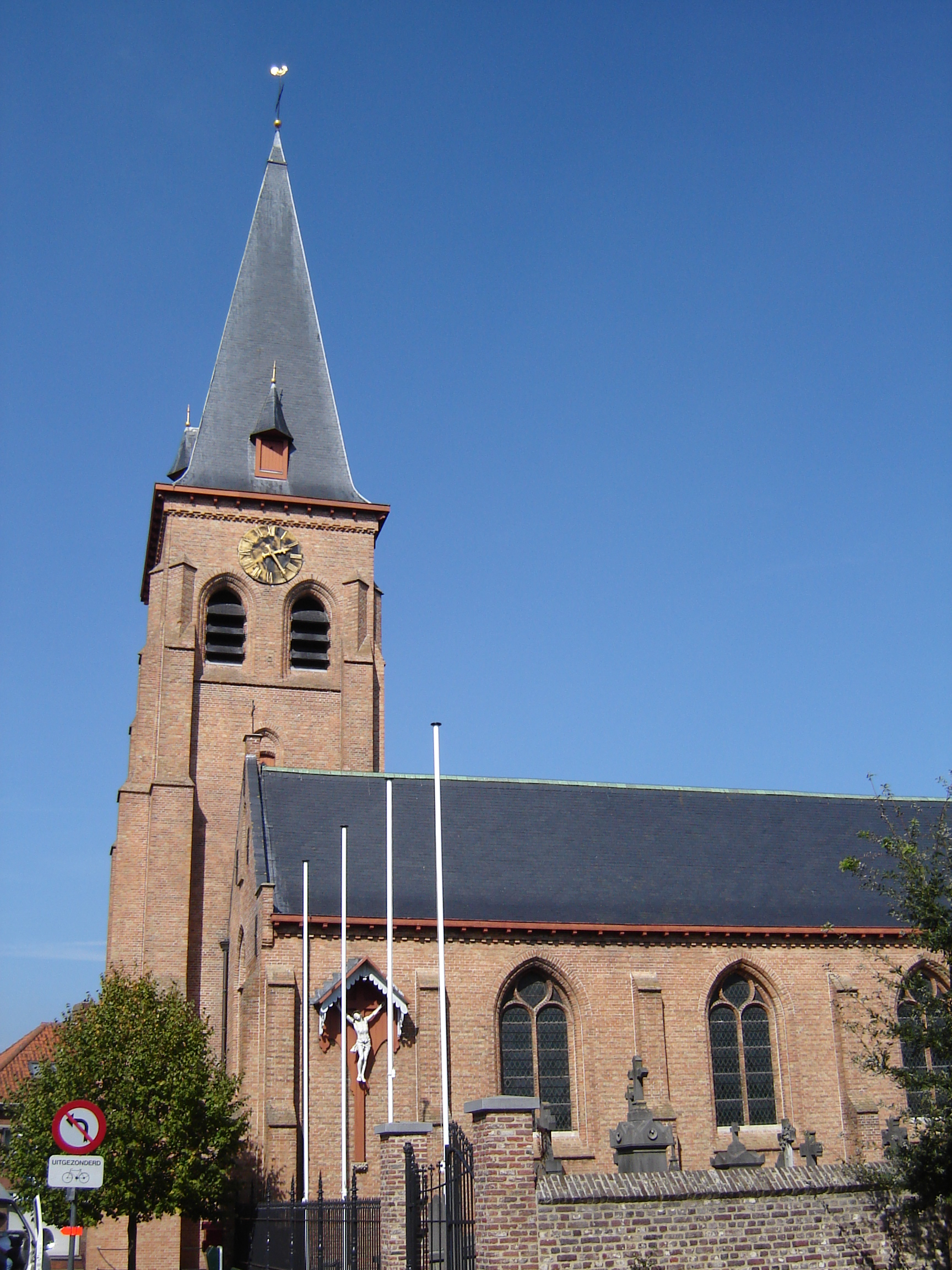
Sint-Amanduskirche